# Абрамов, Семён Семёнович
Семён Семёнович Абра́мов (бел. Сямён Сямёнавіч Абрамаў; 7 ноября 1938, Глыбоцкое, Гомельская область — 3 апреля 2017, Витебск) — советский, белорусский ветеринар. Доктор ветеринарных наук, профессор Витебской академии ветеринарной медицины. Заслуженный работник образования Республики Беларусь (1999).

## Биография
Родился 7 ноября 1938 года в деревне Глыбоцкое (ныне — Гомельского района Гомельской области).
В 1960 году окончил Витебский ветеринарный институт по специальности «ветеринария» с квалификацией «ветеринарный врач». Работал в Слуцком районе: заведовал ветеринарным участком, был ветеринарным врачом Слуцкой ветеринарной лечебницы, директором Слуцкой городской ветеринарной станции.
В 1969 году окончил аспирантуру при кафедре внутренних незаразных болезней Витебского ветеринарного института, после чего преподавал в том же институте: ассистент, с 1971 — доцент кафедры патологии и терапии; в 1988—1990 — профессор кафедры внутренних незаразных болезней сельскохозяйственных животных. Одновременно был деканом факультета ветеринарной медицины (1988—1990), первым проректором академии (1995—2001), заведовал кафедрой внутренних незаразных болезней сельскохозяйственных животных (2006—2008).
Умер 3 апреля 2017 года.

## Научная деятельность
В 1969 году защитил кандидатскую, в 1986 — докторскую диссертацию. Доцент (1971), профессор (1988).
Основные направления исследований:
- лечение и профилактики болезней сельскохозяйственных животных, протекающих с нарушением обмена веществ;
- влияние физических и фармакологических средств на естественную резистентность у крупного рогатого скота.

### Избранные труды
- Абрамов С. С., Белко А. А., Мацинович А. А., Курдеко А. П., Коваленок Ю. К., Саватеев А. В. Перекисное окисление липидов и эндогенная интоксикация у животных (значение в патогенезе внутренних болезней животных, пути коррекции). — Витебск : УО ВГАВМ, 2007. — 208 с.
- Абрамов С. С., Курдеко А. П., Белко А. А., Коваленок Ю. К., Мацинович А. А., Петров В. В., Иванов В. Н. Лечение животных при внутренней патологии с использованием препаратов отечественного производства : практическое руководство. — Витебск : УО ВГАВМ, 2005. — 199 с.
- Абрамов С. С., Курдеко А. П., Белко А. А., Самсонович В. А., Коваленок Ю. К., Мацинович А. А., Иванов В. Н., Кучинский М. П. Общая терапия животных : руководство для студентов факультетов ветеринарной медицины, учащихся ветеринарных отделений ССУЗов и ветеринарных специалистов / Витебская государственная академия ветеринарной медицины. — Витебск : УО ВГАВМ, 2005. — 188 с.
- Ятусевич А. И., Андросик Н. Н., Абрамов С. С., Максимович В. В. Новое в патологии животных. — Минск : Техноперспектива, 2008. — 403 с.

## Награды и звания
- Заслуженный работник образования Республики Беларусь (1999)
- Орден Почёта (2015)
- Почётные грамоты Минсельхозпрода, Министерства образования, ВАК РБ, Управления ветеринарии Украины, Московской академии ветеринарной медицины, Белоцерковского аграрного университета[1].